# 新津 (新潟市)
新津（にいつ）は、新潟県新潟市秋葉区の大字。郵便番号は956-0031。

## 概要
南北朝期からの地名。地名の由来は近くの古津の港が衰え、新しい港津となったことによる。1889年（明治22年）まであった新津村の区域の一部。

### 隣接する町字
北から東回り順に、以下の町字と隣接する。
北部
- 北上
- 下興野
- 善道
- 美幸町
- 山谷町
- 古田

南部
- 山谷町
- 南町
- 程島
- 古田

## 歴史
1655年（明暦元年）に町割を実施して新津町と称したが、新津町村と称した。

### 分立した町字
1889年（明治22年）以後に、以下の町字が分立。
新町（しんまち）
1965年（昭和40年）に分立した町字。
日宝町（にっぽうちょう）
1965年（昭和40年）に分立した町字。
滝谷本町（たきやほんちょう）
1965年（昭和40年）に分立した町字。
南町（みなみちょう）
1966年（昭和41年）に分立した町字。
山谷町（やまやちょう）
1966年（昭和41年）に分立した町字。
新津本町（にいつほんちょう）
1966年（昭和41年）に「本町（ほんちょう）」として分立した町字。2005年に新津本町に改称。
美幸町（みゆきちょう）
1975年（昭和50年）に分立した町字。

### 沿革
- 1889年（明治22年）4月1日 : 町村制施行に伴う合併により新津町の大字となる[4]。
- 1951年（昭和26年）1月1日 : 新津町の市制施行により、新津市の大字となる[4]。
- 1965年（昭和40年） : 一部が「新町（しんまち）」、「日宝町（にっぽうちょう）」、「滝谷本町（たきやほんちょう）」となる[4]。
- 1966年（昭和41年） : 一部が「善道町（ぜんどうちょう）」、「南町（みなみちょう）」、「下興野町（しもごやちょう）」、「山谷町（やまやちょう）」、「本町（ほんちょう）」となる[4]。
- 1974年（昭和49年） : 一部が「北上（きたかみ）」となる[4]。
- 1975年（昭和50年） : 一部が「美幸町（みゆきちょう）」となる[4]。
- 2005年（平成17年）3月21日 : 新津市が新潟市と合併したことにより新潟市の大字となる。
- 2007年（平成19年）4月1日 : 新潟市の政令指定都市移行によって秋葉区の大字となる。

## 世帯数と人口
2018年（平成30年）1月31日現在の世帯数と人口は以下の通りである。
| 大字 | 世帯数 | 人口  |
| ---- | ------ | ----- |
| 新津 | 75世帯 | 155人 |

## 小・中学校の学区
市立小・中学校に通う場合、学区は以下の通りとなる。
| 番地 | 小学校                 | 中学校                 |
| ---- | ---------------------- | ---------------------- |
| 全域 | 新潟市立新津第三小学校 | 新潟市立新津第一中学校 |

## 主な企業・施設

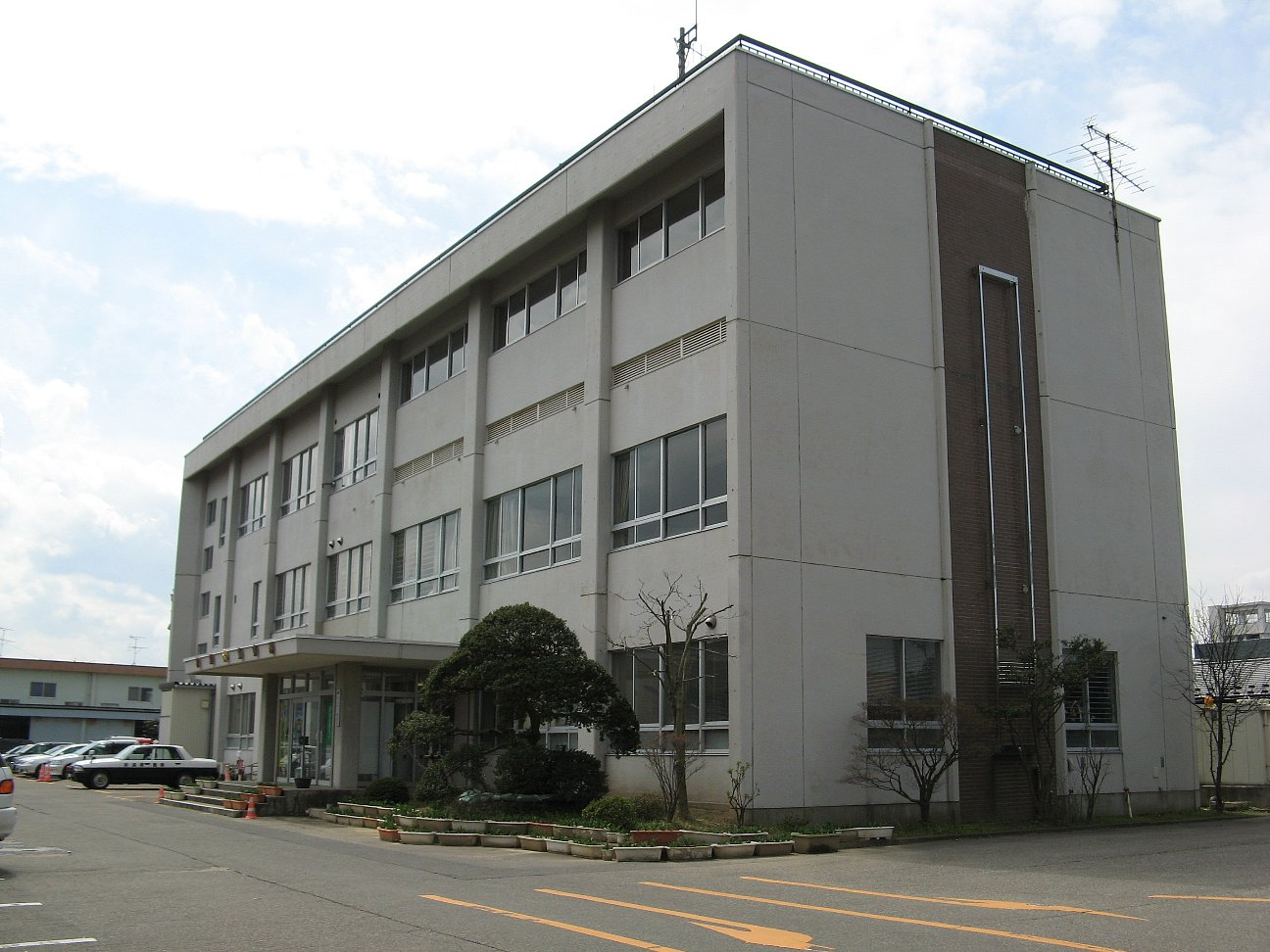
秋葉警察署

- 新潟県新潟地域振興局 新津庁舎
- 秋葉警察署
- 新津簡易裁判所
- 新潟市立新津第三小学校
- 新津山谷郵便局
- 越後天然ガス
- にいつフードセンター パルス店